# Myrsine madagascariensis
Myrsine madagascariensis är en viveväxtart som beskrevs av A. Dc. Myrsine madagascariensis ingår i släktet Myrsine och familjen viveväxter. Inga underarter finns listade i Catalogue of Life.